# Stazione di JR Ogura
La stazione di JR Ogura (JR小倉駅?, JR Ogura-eki) è una stazione ferroviaria della città di Uji, nella prefettura di Kyoto in Giappone. La stazione è servita dalla linea Nara della JR West, ed è dotata di 2 binari passanti in superficie.

## Linee e servizi

### Treni
JR West
■ Linea Nara

## Struttura
La stazione è costituita da due marciapiedi laterali con due binari passanti in superficie. 
| 1 | ■ Linea Nara | per Uji e Kyoto |
| 2 | ■ Linea Nara | per Kizu e Nara |

## Stazioni adiacenti
| «                                                                | Servizio      | »             |
| Linea JR Nara                                                    | Linea JR Nara | Linea JR Nara |
| ---------------------------------------------------------------- | ------------- | ------------- |
| Uji                                                              | Locale        | Shinden       |
| Il Rapido settoriale, il Rapido e il Rapido Miyakoji non fermano |               |               |